# ژلیدا
ژلیدا (کاتالونیایی: Gélida) یک منطقهٔ مسکونی در اسپانیا است که در آلت پندس واقع شده‌است. ژلیدا ۲۶٫۷ کیلومتر مربع مساحت دارد.